# Exxon Valdez
O Exxon Valdez  foi um navio petroleiro que ganhou notoriedade internacional em 24 de março de 1989, quando  ~ 40 900 a 120 000 m³  (equivalente a 257 000 a 750 000 barris) de petróleo que transportava foram lançadas ao mar, após uma colisão contra rochas submersas, causando um rasgo no casco do petroleiro. O acidente aconteceu na costa do Alasca, depois de o navio encalhar na Enseada do Príncipe Guilherme (Prince William Sound) .
Continuam sendo estudadas as consequências do acidente sobre a fauna e flora marinha da região atingida. As indenizaçóes e custos com limpeza assumidos pela Exxon acumulam mais de quinhentos milhões de dólares.

## Desastre ambiental

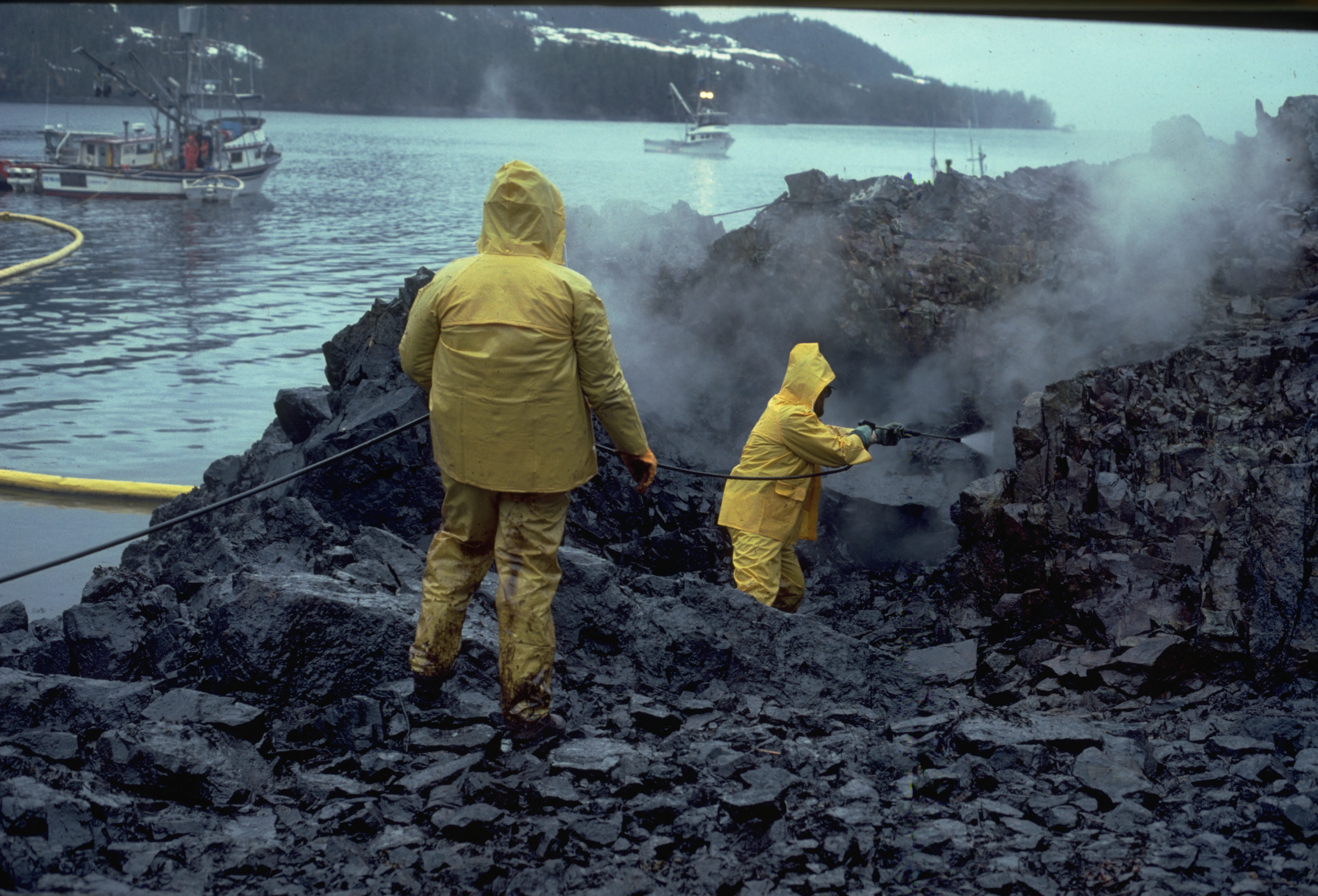
Limpeza da costa, durante a maré negra provocada pelo Exxon Valdez.

Centenas de milhares de animais morreram nos meses seguintes ao vazamento do óleo. De acordo com as estimativas, morreram 260 000 pássaros marinhos, 2 800 lontras marinhas, 250 águias e 22 orcas, além da perda de bilhões de ovos de salmão. Foi o segundo maior derramamento de petróleo da história dos Estados Unidos. Na época, o navio pertencia à ExxonMobil.

## Graneleiro
Em 2002, a União Europeia proibiu a utilização de navios petroleiros de casco simples e o “Valdez”, renomeado “Mediterranean”, foi enviado para as águas da Ásia.
O Mediterranean em 2007 foi convertido em navio graneleiro transportador de minérios e renomeado como “Dong Fang Ocean”. No ano de 2011, com o nome de “Oriental Nicety”, o navio foi vendido a uma companhia de sucata da Índia, Priya Blue Industries, e  no ano seguinte foi desmantelado.